# ایلسه دلانگه
ایلسه دلانگه (به هلندی: Ilse De Lange) (زاده ۱۳ می ۱۹۷۷) خواننده هلندی است.
او عضو گروه د کامان لینتس است.
او از داوران برنامه ی مشهور voice است.